# Exaulistis
Exaulistis é um gênero de mariposa pertencente à família Acrolepiidae.